# Benoibates plurisetus
Benoibates plurisetus är en kvalsterart som beskrevs av Sandór Mahunka 1983. Benoibates plurisetus ingår i släktet Benoibates och familjen Oripodidae. Inga underarter finns listade.